# Arnaut Bernart de Tarascon
Arnaut Bernart de Tarascon (fl. XV secolo) è stato un poeta catalano e uno degli ultimi trovatori che scrisse in lingua occitana, attivo nel XV secolo.
Le fonti documentali lo registrano come l'ultimo poeta vincitore nel 1484 della violeta nel certame poetico organizzato dal Concistoro di Tolosa. Il componimento premiato è un sirventes (L'affectio, qu'es en raso fondada) composto da cinque strofe di otto versi endecasillabi più una tornada a  rima alternata.